# Флаг Гомеля
Флаг Гомеля (белор. Сцяг Гомеля) — официальный символ города Гомель наряду с гербом.
Флаг утверждён решением Гомельского городского исполнительного комитета 15 августа 2001 года № 919-33.

## Описание
Флаг представляет собой прямоугольное полотнище голубого цвета с соотношением ширины флага к его длине как 1:2. В центре полотнища с двух сторон располагается жёлтое изображение рыси — гербовой эмблемы города. Флаг крепится на древке (флагштоке), которое окрашивается в золотистый (охра) цвет.